# Ikarus Orkan
Ikarus Orkan – jugosłowiański bombowiec wytwórni Ikarus z Zemun.

## Historia
Wytwórnia Ikarus w 1940 roku zbudowała prototyp lekkiego bombowca o nazwie Orkan. Oblot nastąpił w tym samym roku. Jednakże w wyniku agresji III Rzeszy na Jugosławię w 1941 roku prace nad obiecującym samolotem zostały przerwane.

## Konstrukcja
Górnopłat o konstrukcji mieszanej. Kadłub w kształcie mewy z podwójnym sterem ogonowym. Podwozie chowane w locie. Napęd stanowiły dwa 14-cylindrowe silniki gwiazdowe Fiat A.74 RC.38 o mocy 840 KM każdy. Samolot osiągał prędkość 550 km/h.